# Потап и Настя
«Потап и Настя» (укр. Потап і Настя) — український музичний колектив, заснований 2006 року Олексієм Потапенком та Анастасією Каменських.
Співпраця Потапа та Насті почалася з пісні «Без любви». Виконавців звів продюсер Руслан Мінжинський.
У жовтні 2017 року учасники гурту заявили, що «ставлять дует на паузу».

## Історія
У 2006 році продюсер Руслан Мінжинський познайомив Олексія Потапенка з Анастасією Каменських, який на той момент шукав дівчину для запису його пісні «Без любви».

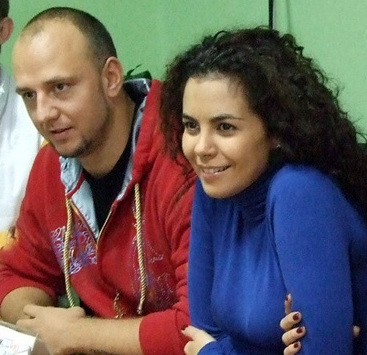
Дует 2009 року на прес-конференції

## Дискографія
- 2008 — «Не пара»
- 2009 - «Не люби мне мозги»
- 2013 - «Все пучком»
- 2015 - «Щит и Мяч»
- 2024 «Катеришка»

## Відеокліпи
- Без любви (2006)
- Не пара (2007)
- В натуре (2007)
- Крепкие орешки (2007)
- Разгуляй (2008)
- На раЁне (2008)
- Почему (2008)
- Не люби мне мозги (2009)
- Новый год (2009)
- Край ми э ривер (2010)
- Чипсы, чиксы, лавандос (Село) (2010)
- Ты влип Филипп (2010)
- Выкрутасы (2011)
- Чумачечая весна (2011)
- Мы отменяем К. С.(2011)
- Если вдруг (2011)
- Прилелето (2012)
- Улелето (2012)
- РуРуРу (2013)
- Вместе (2013)
- Всё пучком (2013)
- Уди Уди (2014)
- Бумдиггибай (2015)
- Стиль собачки (2015) (& Б'янка)
- У мамы (2016)
- Я……Я (2017)

## Нагороди
Гран-прі «П'ять Зірок», Пісня Року, Золотий Грамофон, Премія Муз-тв, «M1 Music Awards» і багато інших.

### Золотий Грамофон
- «Почему» (2008)
- «Чумачечая весна» (2011)
- «Если вдруг» (2012)
- «Всё пучком» (2014)
- «У мамы» (2016)

### Музична премія Телеканалу RU.TV
- 2011 — спеціальний приз «Найкрасивіша пара»[3]
- 2012 — лауреат у категорії «Найкращий гурт»[4]
- 2014 — номінація в категорії «Найкращий танцювальний кліп» («Всё пучком»)[5]

### Музична премія YUNA
- 2013 — номінація в категорії «Найкращий відеокліп» («Прилелето»)
- 2016 — номінація в категорії «Найкращий дует» («Стиль собачки»)

### M1 Music Awards
2015:
- Лауреат у категорії «Гурт року»
- Лауреат у категорії «Золотий грамофон» («Бумдиггибай»)
- Номінація в категорії «Хіт року» («Бумдиггибай»)
- Номінація в категорії «Проект року» («Стиль собачки»)

2016: 
- Лауреат у категорії «Хіт року» («Умами»)
- Лауреат у категорії «Промокампанія туру» («Золотые киты»)
- Номінація в категорії «Найкращий гурт»
- Номінація в категорії «Золотий грамофон» («Умами»)

## Скандали
У 2014 році, під час російсько-української війни гурт відзначився «подякою Росії від всіх українських артистів», яку виголосив на церемонії «RU.TV» зі знятими штанами. Продовжував концертну діяльність в Росії і далі. Одночасно на концертах в Україні акцентував свою патріотичну позицію.